# 程光炜
程光炜，中国文学批评家，来自江西省婺源县。任教于中国人民大学，1998年曾任韩国韩瑞大学客座教授。主要关注中国当代文学，曾任中国当代文学研究会副会长。并在《当代作家评论》、《南方文坛》主持“重返八十年代”讨论。
程光炜一开始研究现当代诗歌，著有《中国当代诗歌史》、《程光炜诗歌时评》等。他对李瑛与五十年代意识形态关系以及食指诗歌经典化的研究受到广泛注意。1999年编选《九十年代文学书系：岁月的遗照》在诗歌界引发关于“知识分子写作”和“民间写作”的争论。1998年出版《艾青传》，掀起艾青研究第二次高潮。1998年后转向中国当代文学文化、文学史研究、四五十年代文学和十七年文学研究，出版有《文化的转轨——“鲁郭茅巴老曹”在中国（1949-1976)》、《文学想象与文学国家——中国当代文学研究（1949-1976)》、《中国当代文学发展史》（与孟繁华合著）等。之后开始研究八十年代文学。著有《文学讲稿：八十年代作为方法》（2009)、《文学史的兴起》（2009)、《当代文学的历史化》（2011)等。